# Rover 45
La Rover 45 est une automobile de classe compacte fabriquée par l'ancien constructeur britannique MG Rover de 1999 à 2005 et restylée en 2004. Elle a remplacé la 400.

## Historique
La Rover 45 apparaît en 1999. Il s'agit d'une Rover 400 nettement restylée. Sa base mécanique est donc toujours celle de la Honda Domani. Cette auto est disponible en quatre portes (avec malle) ou cinq portes (avec hayon arrière). Comme pour la Rover 100 (exemple de l'Austin Metro lancée en 1980) et la Rover 25 (exemple de la Rover 200 lancée en 1995), il s'agit donc, à l'aide d'un restylage et d'une nouvelle appellation, d'essayer de faire passer un restylage pour un tout nouveau modèle. La Rover 45 n'évolue pratiquement pas sur le plan mécanique hormis l'adoption du 2,0 l V6 de 150 ch associé exclusivement à une boîte automatique à 5 rapports ; elle adoptera aussi un inédit moteur turbodiesel à injection directe, évolution du premier moteur à injection directe développé par Perkins. Ces deux moteurs, développés sous l'ère BMW, sont le fruit des ingénieurs Rover et ne dérivent pas de blocs BMW.
Toutefois à partir de 2001, elle aura de plus en plus de mal à cacher son âge face à une concurrence plus jeune. Elle essaiera toutefois de faire illusion en offrant à ses (rares) acheteurs des tarifs plus abordables.
Lors de la faillite du groupe MG-Rover, sa remplaçante était à l'étude. Le repreneur chinois de Rover (rebaptisé Roewe) a relancé MG en Europe (tous les anciens modèles dont la ZS) mais pas Rover. ZS dont les jours sont désormais comptés. En effet, Roewe a lancé fin 2008 la Roewe 550, modèle qui devra s'intercaler entre la Roewe 350 (la Rover 25) et la Roewe 750 (une Rover 75 à peine retouchée).

### Phase 1
Elle sera produite de 1999 à 2004.

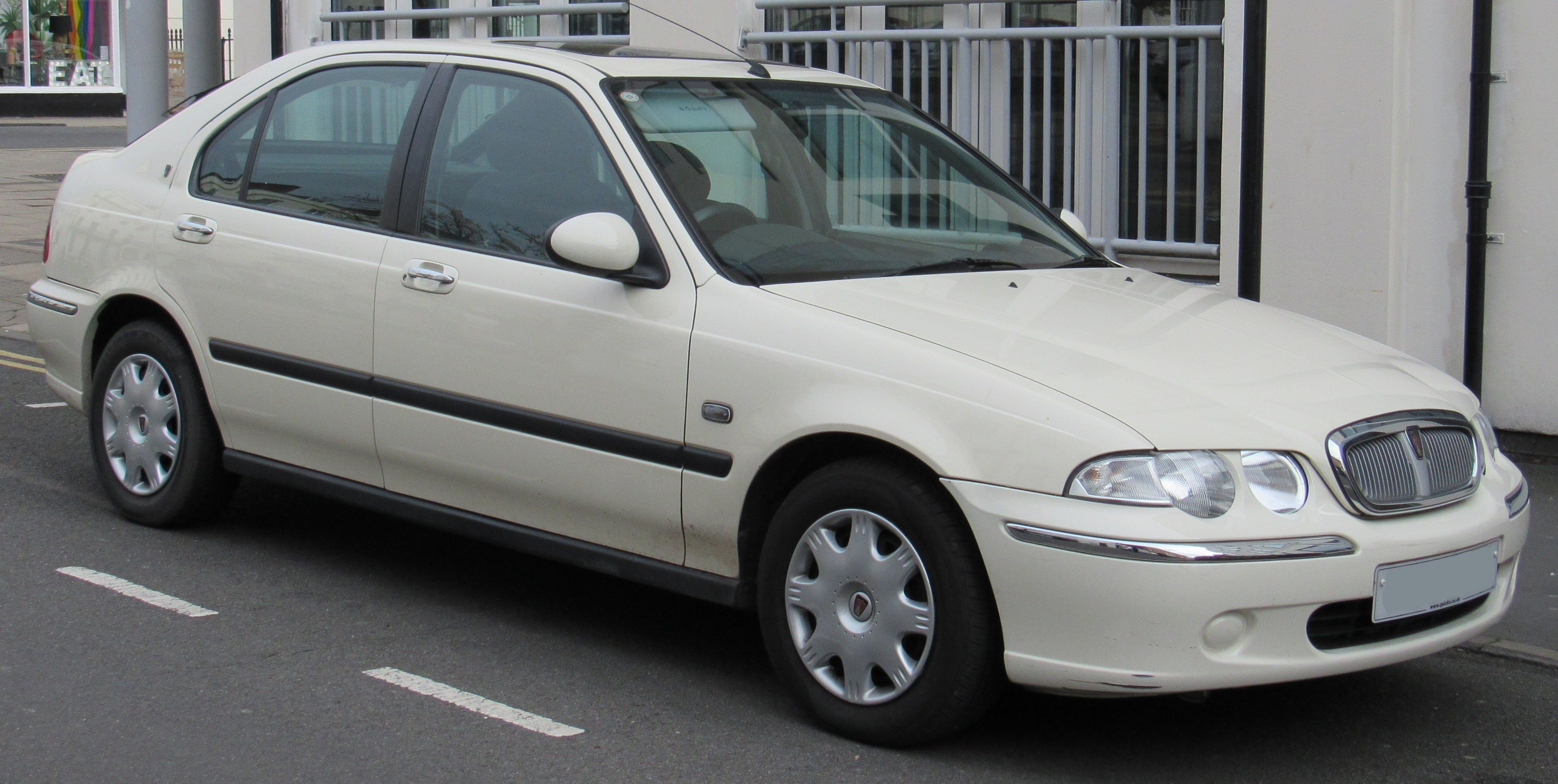
Rover 45 phase 1 cinq portes.
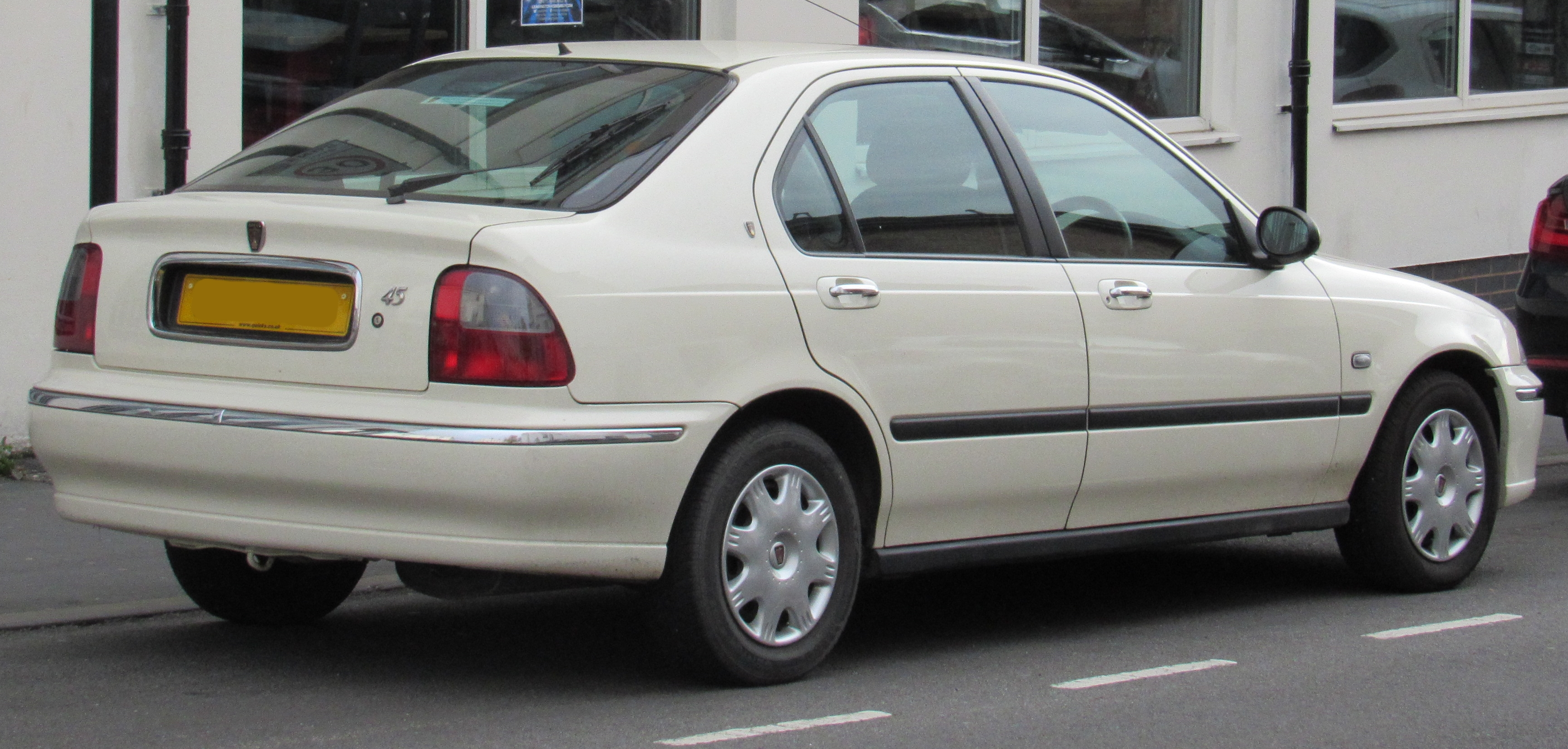
Rover 45 phase 1 cinq portes.

### Phase 2
C'est sous la gestion du consortium Phoenix Venture Holding qu'elle subira un restylage extérieur en 2004 avec l'abandon des baguettes chromées sur les pare-chocs avant et arrière, ainsi que les doubles projecteurs ronds inscrit sous une glace lisse. Néanmoins, le plus gros travail revient au remaniement de la planche de bord avec l'apparition d'aérateurs ronds, sertis de chrome, de la climatisation automatique, de la fermeture des portes au-delà de 10 km/h, ainsi que le lissage de la malle. 

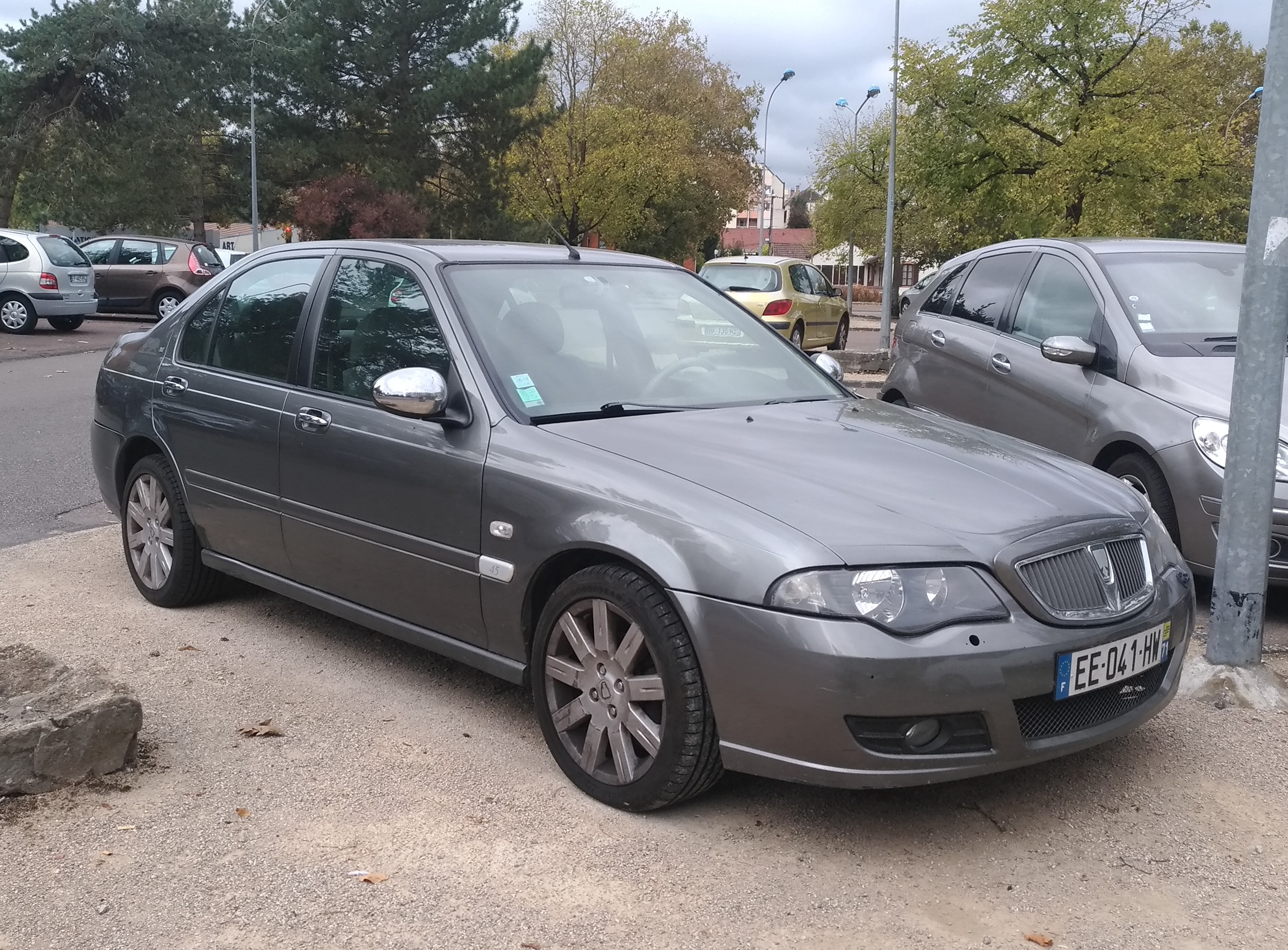
Rover 45 phase 2 quatre portes.
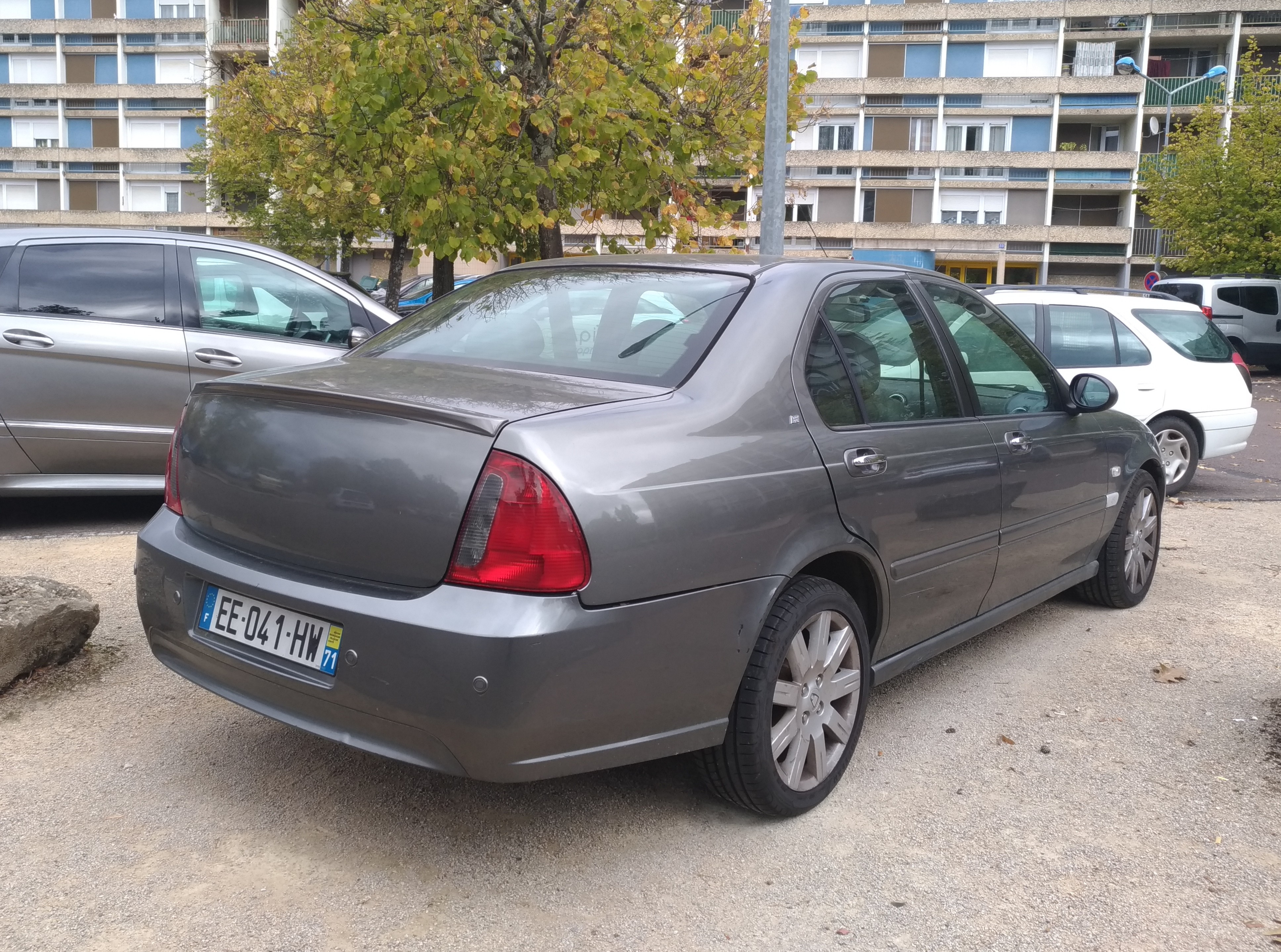
Rover 45 phase 2 quatre portes.

### Résumé de la 45
- Avril 1999 : lancement du modèle.
- Octobre 1999 : commercialisation du modèle.
- Juin 2004 : lancement et commercialisation de la Phase 2.
- Avril 2005 : arrêt définitif de la production.
- Octobre 2005 : arrêt définitif de la commercialisation.

| Générations                          | Production | Dérivés de chez Rover / MG | Modèles similaires                                                         |
| ------------------------------------ | ---------- | -------------------------- | -------------------------------------------------------------------------- |
| Rover 45 Phase 1 (04/1999 - 05/2004) |            | MG ZS                      | Citroën Xsara ; Peugeot 306 ; Renault Mégane I ; Opel Astra F ; Fiat Brava |
| Rover 45 Phase 2 (06/2004 - 04/2005) |            | MG ZS                      | Citroën Xsara ; Peugeot 306 ; Renault Mégane II ; Opel Astra G             |

## Les différentes versions
Légende couleur : Essence ; Diesel

### Carrosseries
Berline quatre portes

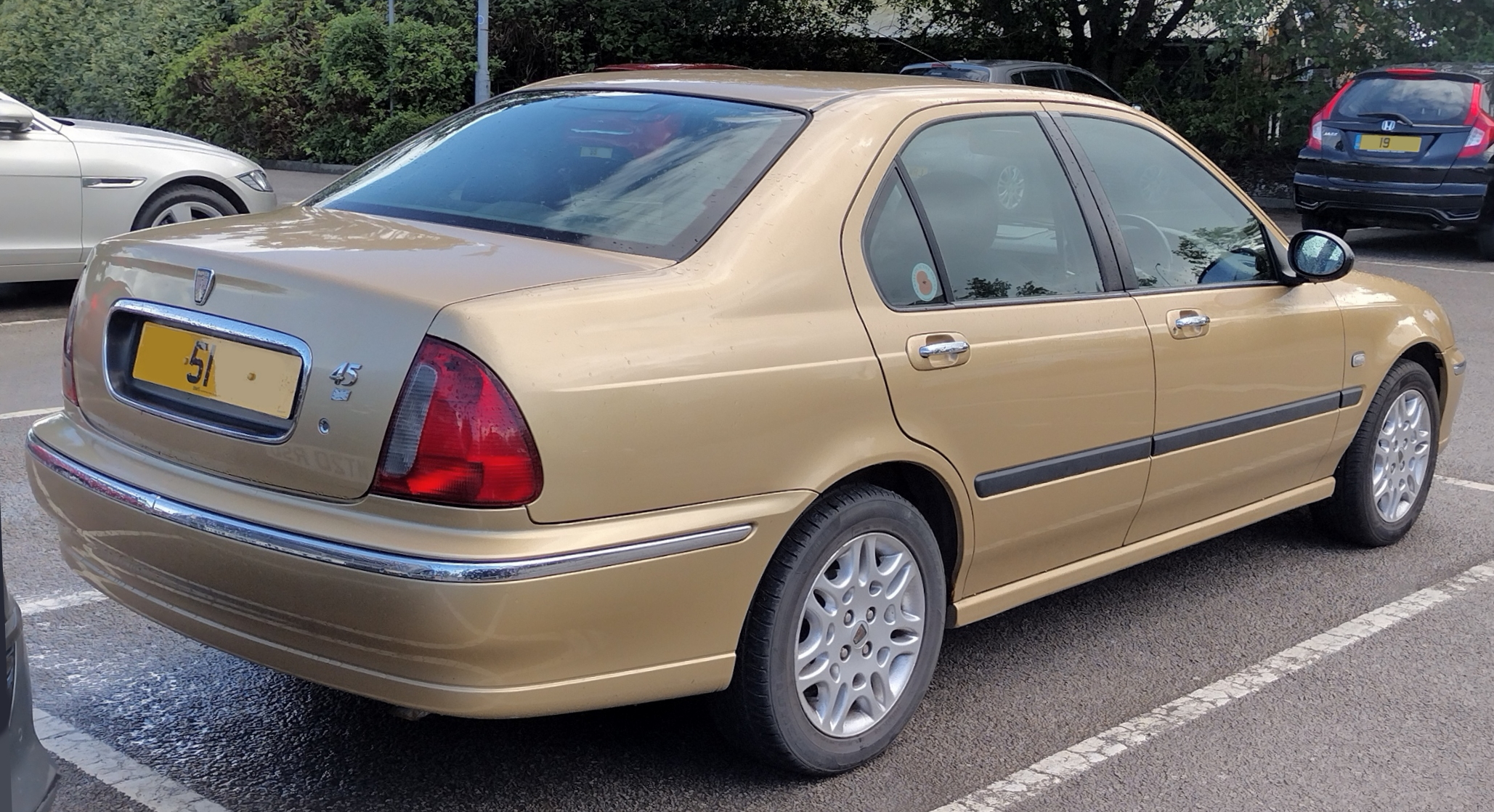
Vue arrière d'une Rover 45 Connoisseur quatre portes de 2001.

La version dite « 4 portes » possède quatre portes latérales. Pour l'arrière, seule la malle de coffre s'ouvre, pas la vitre.
Berline cinq portes
La version dite « 5 portes » possède quatre portes latérales plus le hayon arrière (malle de coffre plus la vitre).

### Finitions
Se
Cette finition comprend : l'ABS + 4 airbags + jantes alliage 15" avec pneus 195/55 R15 + climatisation régulée + quatre glaces électriques + rétroviseurs électriques et dégivrants + volant et pommeau levier de vitesses gainés cuir + lecteur CD avec commandes au volant + poches aumonières au dos des sièges avant + accoudoir central arrière + appuis-têtes arrière réglables en hauteur + coquilles de rétroviseurs couleur carrosserie + quatre seuils de portes chromés + poignées de portes chromées.
Connoisseur

### Version spécifiques
MG ZS

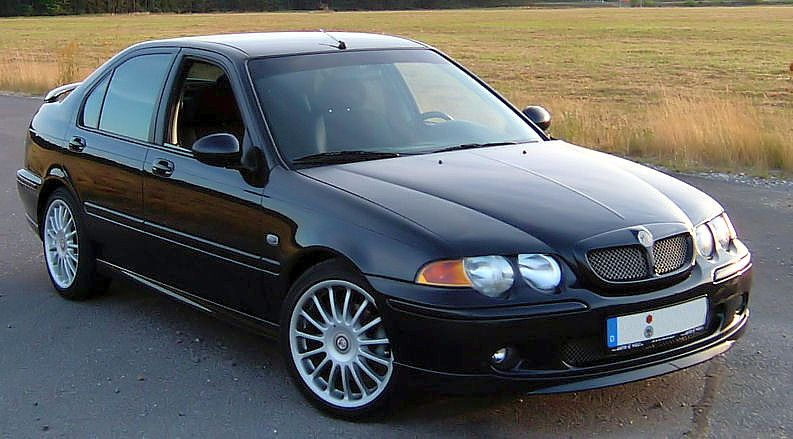
Une des premières MG ZS.

En 2001, la Rover 45 a droit à un dérivé sportif chez MG : la MG ZS. Légèrement retouchée sur le plan esthétique, elle reste identique à la Rover qui lui sert de base. Excepté l'adoption du V6 2,5 l de 190 ch de la plus grande Rover 75, ainsi que l'étude d'un châssis adapté à ce dérivé sportif (suspensions, freinage, etc.). En 2004, la ZS adopte le même regard que la Rover 45, à l'occasion du restylage de l'ensemble de la gamme. Ce sera sa dernière évolution. Elle disparaît en même temps que MG-Rover, en 2005.

### Les séries spéciales
Rover eut souvent recours aux séries limitées ou spéciales pour soutenir les ventes. C'est ainsi que la marque britannique commercialisa quatre séries spéciales pour la 45. À noter que ses éditions limitée étaient également disponible sur les Rover 25 et Rover 75.

#### Classic Line
Cette série spéciale "basique" était destinée à promouvoir les modèles de base. Elle était disponible uniquement en 2001 en version cinq portes avec le moteur essence 1.4 i.
- Équipements extérieurs supplémentaires :
  - Couleurs disponibles selon les stocks + logos "Classic Line" + Rétroviseurs électriques et dégivrants.

- Équipements intérieurs supplémentaires :
  - Inserts en ronce de noyer + Airbags conducteur et passager + Vitres avant électriques + Sellerie velours + Jeu de tapis de sol + Condamnation centralisée + Seuils de portes avant chromés.

#### Sterling
Cette série limitée à 150 exemplaires sortie uniquement mars 2002, présentait un "luxe infiniment accessible", était disponible en 4 ou 5 portes et deux motorisations (1.8 i essence ou 2.0 TD diesel).
- Équipements extérieurs supplémentaires :
  - Jantes alliage 15 pouces + Phares antibrouillard + Six peintures métallisée disponibles selon stocks (Platinium Silver ; Brittish Racing Green ; Anthracite ; Copperleaf Red ; Sienna Gold ; Wedgwood Blue).

- Équipements intérieurs supplémentaires :
  - Sellerie cuir + Volant et pommeau de levier de vitesses cuir + Toit ouvrant électrique + Climatisation + Lecteur CD avec commande au volant + Tableau de bord finition ronce de noyer + Seuils de portes chromés + Airbags conducteur et passager + ABS avec EBD + Alarme avec anti-démarrage.

#### Parkline
Cette série spéciale a été présentée en 2003 avec la Rover 75 mais proposée à la vente en mars 2004, elle est basée sur la 45 avant restylage pour seulement 1 euro de plus. Disponible en 4 ou 5 portes et trois motorisations (1.8 i essence, 2.0 TD et 2.0 Di diesel).
- Équipements extérieurs supplémentaires :
  - Sept peintures métallisée disponibles selon stocks (Starlight Silver ; Arbour Green ; Brittish Racing Green ; Pearl Black ; Seafrost Blue ; Royal Blue ; Nightfire red) + Jantes alliage 15 pouces + Logos "Parkline" sur le bas des portes avant.

- Équipements intérieurs supplémentaires :
  - Sellerie cuir + Autoradio avec lecteur CD et commandes au volant.

#### Platinium Edition
Cette série reprend le principe de la 45 "Parkline" : proposer en série des équipements habituellement disponibles en option. Proposée en mars 2005, elle est également disponible en 4 ou 5 portes mais avec deux motorisations (1.8 i essence et 2.0 Di diesel).
- Équipements extérieurs supplémentaires :
  - Deux peintures métallisée disponibles (Starlight Silver ou Pearl Black) + Logos "Platinum Edition" sur les ailes avant + Phares anti-brouillard + Radar de recul.

- Équipements intérieurs supplémentaires :
  - Sellerie cuir + Pommeau de levier de vitesses cuir + Finition ronce de noyer sur tableau de bord + Alarme volumétrique.

## Caractéristiques

### Dimensions

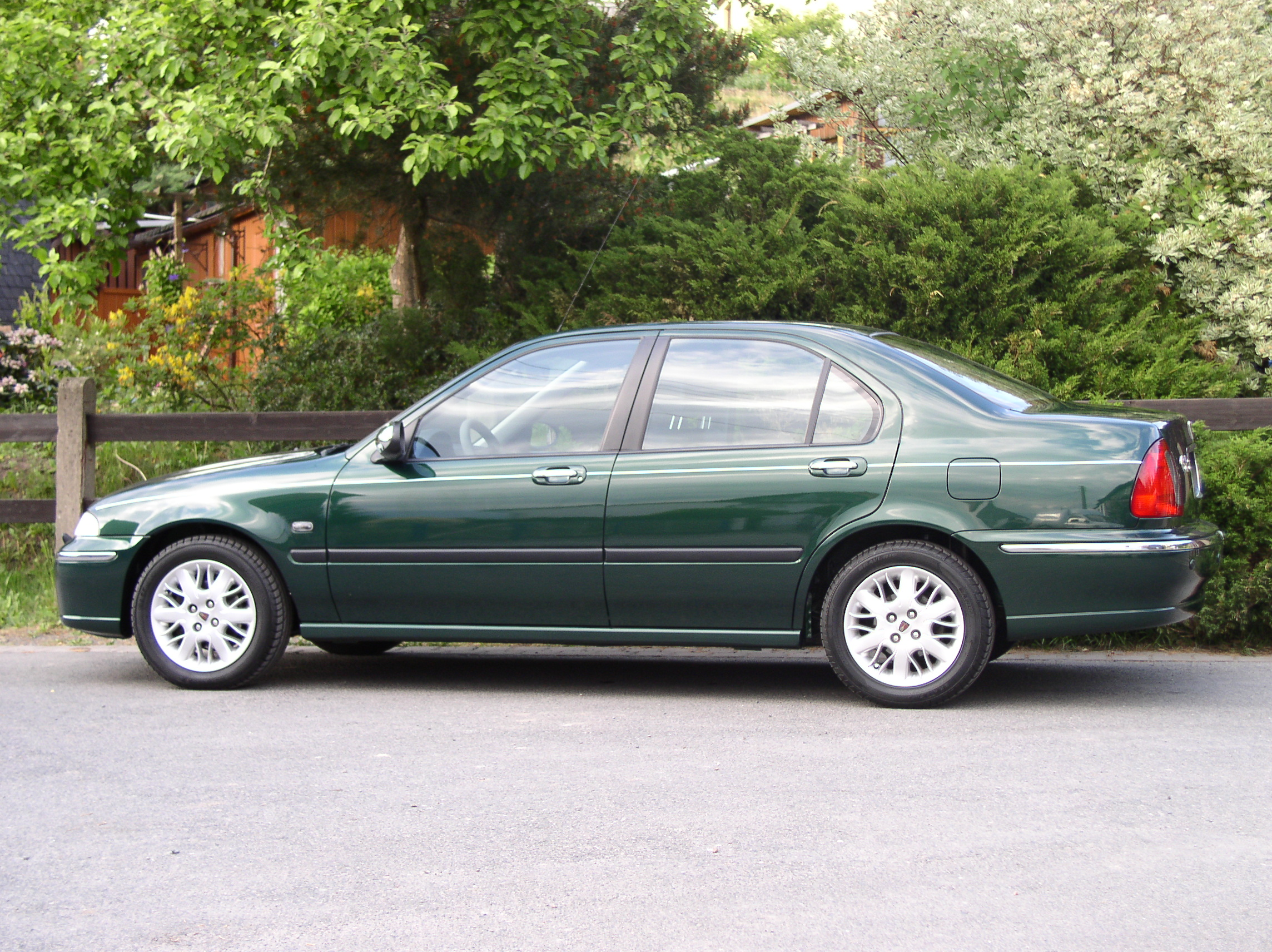
Rover 45 phase 1 quatre portes vue de profil.

|                             | Rover 45 |
| --------------------------- | -------- |
| Longueur                    | 4 510 mm |
| Largeur (sans rétroviseurs) | 1 680 mm |
| Hauteur                     | 1 390 mm |
| Empattement                 | 2 620 mm |
| Masse à vide                | 1 265 kg |
| P.T.A.C.                    |          |
| Coffre                      | 375 l    |
| Rayon de braquage           |          |
| Réservoir                   | 55 l     |

### Chaîne cinématique

#### Moteurs

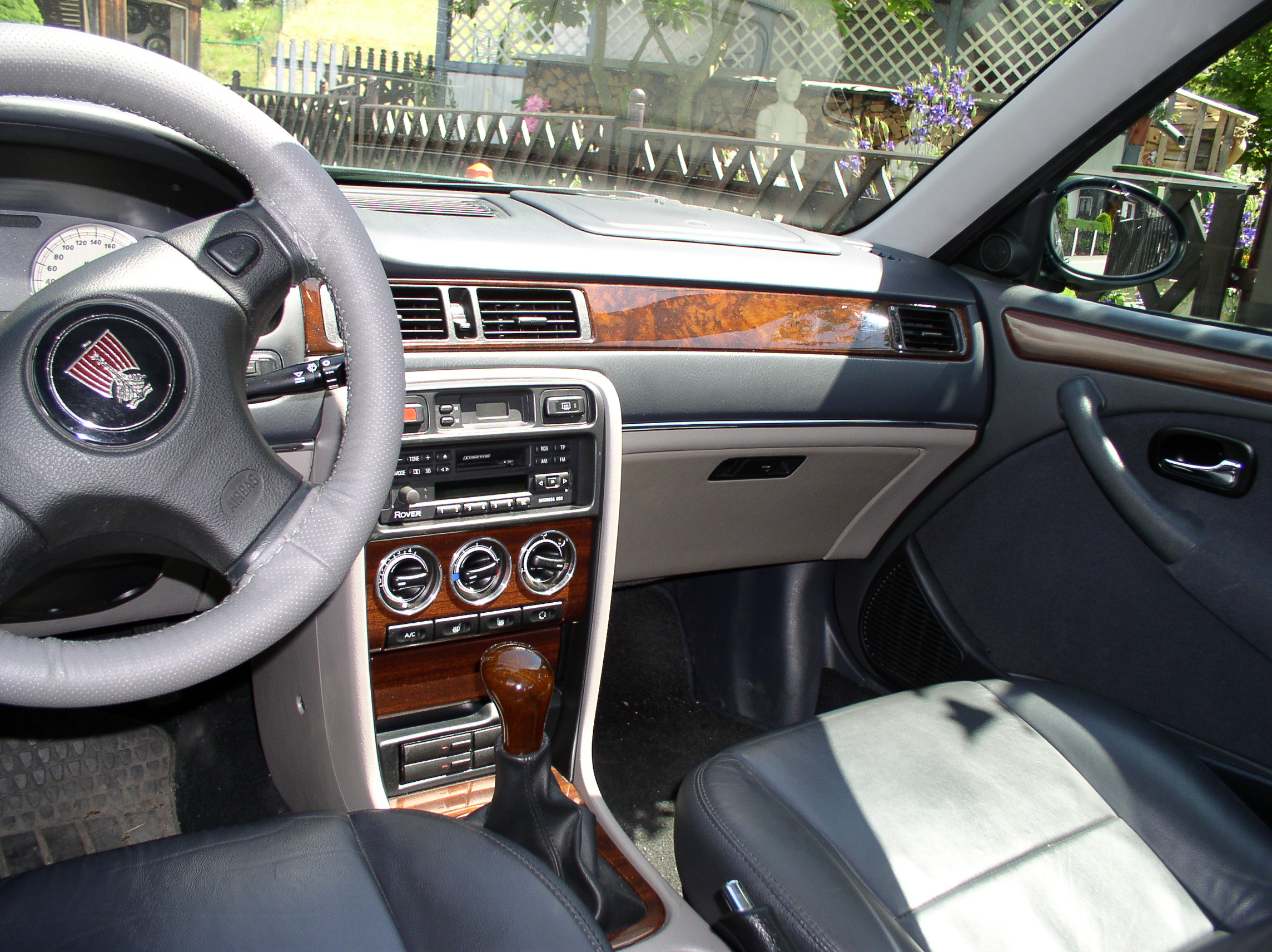
Tableau de bord de la 45 phase 1.

La 45 a eu plusieurs motorisations différentes de quatre cylindres lors de son lancement (six essence et un diesel). Elle en a eu en tout dix de disponible dont huit en essence et deux en diesel. Plus aucun ne sont disponibles car plus commercialisés. Tous les moteurs sont conformes aux normes anti-pollution Euro 2 à Euro 4.
- Du côté des moteurs essence : 
  - le Rover Série-K quatre cylindres en ligne 16 soupapes à injection directe de 1,4 litre avec gestion électronique intégrale développant 103 ch.
  - le Rover Série-K quatre cylindres en ligne 16 soupapes à injection directe de 1,6 litre avec gestion électronique intégrale développant 108 et 110 ch.
  - le Rover Série-K quatre cylindres en ligne 16 soupapes à injection directe de 1,8 litre avec gestion électronique intégrale développant 117 ch.
  - le Rover KV6 six cylindres en V à injection directe de 2,0 litres avec gestion électronique intégrale développant 150 ch.

Le moteur K-Série de chez Rover est en position transversale. Son alliage d'aluminium et de métal le rendent très léger : seulement 130 kg avec la boite de vitesses, ce qui donne un poids puissance très intéressant pour une petite voiture. L'entier du moteur est tenu par dix vis de 16 pouces de longueur qui tiennent et rigidifient le moteur ; grâce à cela, le vilebrequin peut supporter une grande pression.
- Du côté des moteurs diesel : 
  - le Rover Série-L quatre cylindres en ligne à injection directe à rampe commune de 2,0 litres avec turbocompresseur et intercooler développant 100 et 113 ch.

| Modèle                                    | Construction      | Moteur + Nom                           | Cylindrée         | Performance                    | Couple                 | 0 à 100 km/h                 | Vitesse maxi                      | Consommation + CO2           |
| 45 16v - 1.4 i (boîte manuelle 5)         | 04/1999 - 04/2005 | 4 cylindres en ligne 16s Rover Série-K | 1 396 cm3 (1,4 l) | 76 kW (103 ch) à 6 000 tr/min  | 129 N m à 3 000 tr/min | 11,2 s                       | 185 km/h                          | ... l/100 km 168 g/km        |
| 45 16v - 1.6 i (boîte manuelle 5)         | 04/1999 - 04/2005 | 4 cylindres en ligne 16s Rover Série-K | 1 588 cm3 (1,6 l) | 79 kW (108 ch)                 | 138 N m                |                              |                                   |                              |
| 45 16v - 1.6 i (boîte manuelle 5)         | 2001 - 04/2005    | 4 cylindres en ligne 16s Rover Série-K | 1 588 cm3 (1,6 l) | 81 kW (110 ch) à 6 000 tr/min  | 141 N m à 4 500 tr/min | 10,0 s                       | 190 km/h                          | . 178 g/km                   |
| 45 16v - 1.8 i (boîte manu. 5 ou auto. 5) | 04/1999 - 2002    | 4 cylindres en ligne 16s Rover Série-K | 1 796 cm3 (1,8 l) | 86 kW (117 ch) à 5 500 tr/min  | 163 N m à 3 000 tr/min | 9,3 s (manu.) 10,3 s (auto.) | 195 km/h (manu.) 184 km/h (auto.) | 7,6 l/100 km 174 et 203 g/km |
| 45 - 2.0 V6 (boîte automatique 5)         | 04/1999 - 2002    | 6 cylindres en V à 90° Rover KV6       | 1 997 cm3 (2,0 l) | 110 kW (150 ch) à 6 000 tr/min | 189 N m à 4 000 tr/min | 9,5 s                        | 196 km/h                          | . 234 g/km                   |

| Modèle                         | Construction      | Moteur + Nom                       | Cylindrée         | Performance                   | Couple                 | 0 à 100 km/h | Vitesse maxi | Consommation + CO2    |
| 45 - 2.0 TD (boîte manuelle 5) | 04/1999 - 04/2005 | 4 cylindres en ligne Rover Série-L | 1 994 cm3 (2,0 l) | 74 kW (100 ch) à 4 200 tr/min | 245 N m à 2 000 tr/min | 10,6 s       | 185 km/h     | ... l/100 km 150 g/km |
| 45 - 2.0 Di (boîte manuelle 5) | 2002 - 04/2005    | 4 cylindres en ligne Rover Série-L | 1 994 cm3 (2,0 l) | 83 kW (113 ch) à 4 200 tr/min | 260 N m à 2 000 tr/min | 9,8 s        | 190 km/h     | . 150 g/km            |

#### Boites de vitesses
La Rover 45 est équipée d'une boite de vitesses manuelle à cinq rapports ou automatique à cinq rapports également, nommée Stepspeed.

### Options et accessoires
La Rover 45 est équipée de série de deux airbags à l'avant (conducteur et passager) ; deux autres pour l'arrière sont en option.